# Klaus Müllen

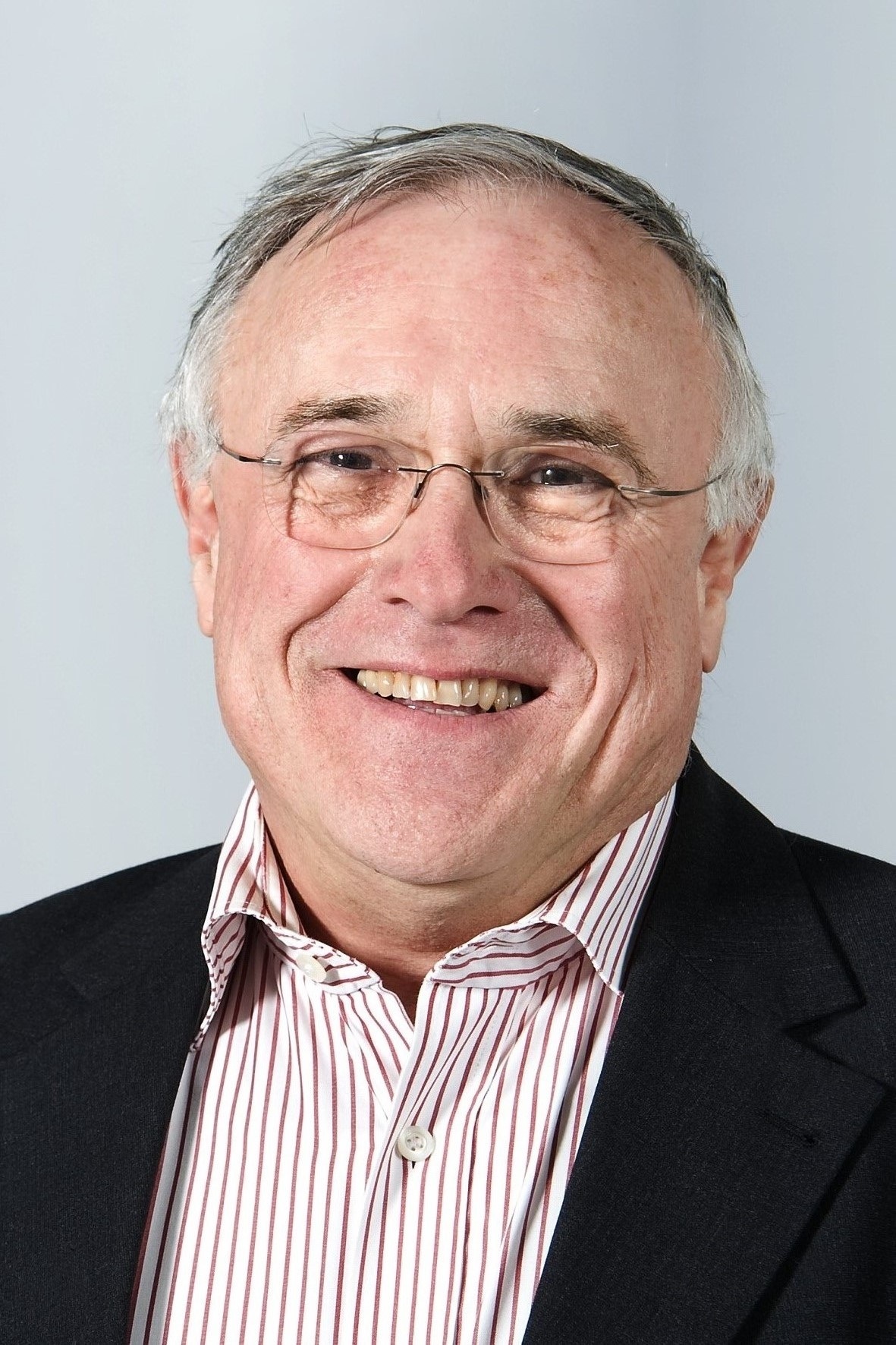
Klaus Müllen

Klaus Müllen (* 2. Januar 1947 in Köln) ist ein deutscher Chemiker (Makromolekulare Chemie, Supramolekulare Chemie, Nanowissenschaft). Er ist bekannt für die Synthese und die Erforschung der Eigenschaften von Graphen-artigen Nanostrukturen und deren potentielle Anwendungen in der organischen Elektronik.

## Leben
Müllen studierte in Köln Chemie, machte 1969 bei Emanuel Vogel sein Diplom und wurde 1971 an der Universität Basel bei Fabian Gerson über Elektronenspinresonanz-Spektroskopie promoviert Kernresonanz- und elektronenspinresonanzspektroskopische Untersuchungen an überbrückten Annulenen. Danach war er Post-Doktorand an der ETH Zürich bei Jean François Michel Oth (1926–2003) und wurde dort 1977 habilitiert mit einer Arbeit über dynamische NMR-Spektroskopie und Elektrochemie. 1979 wurde er Professor für Organische Chemie an der Universität zu Köln, 1983 ging er als Professor an die Universität Mainz. Seit 1989 ist er Direktor und wissenschaftliches Mitglied am Max-Planck-Institut für Polymerforschung. 2016 wurde er emeritiert. Seit 1995 war er Honorarprofessor an der Universität Mainz und am Gutenberg Forschungskolleg der Universität Mainz.
Seine Forschungsschwerpunkte liegen auf dem Gebiet der präparativen makro- und supramolekularen Chemie. Seiner Arbeitsgruppe gelang so unter anderem die Synthese und Charakterisierung bisher unerreichbar großer polycyclischer Aromaten wie dem Superphenalen, welches eine Molekülmasse von 1182 g·mol−1 hat und aus 34 kondensierten Benzolringen besteht. Er entwickelte Methoden kleine scheibenartige organische Bausteine – benutzt wurden alkyl-substituierte Hexabenzo-Coronene und insbesondere HBC-C12 – die sich selbst zu kristallinen Strukturen in der Flüssigphase zusammenbauen (säulenförmige Flüssigkristalle) mit der Anwendung als mögliche Organische Feldeffekttransistoren. Die betrachteten zweidimensionalen Benzol-Ringstrukturen sind Beispiele für Untereinheiten von Graphen-Gittern (Graphen-Nanostrukturen). Zu den von Müllen synthetisierten und untersuchten Graphen-artigen Strukturen zählen unter anderem zweidimensionale Bänder von unter 50 Nanometer Breite mit gezackten Rändern. Von Interesse sind dabei die elektronischen Leitungseigenschaften und Spintronik-Eigenschaften mit Blick auf zukünftigen Ersatz der Silizium-Halbleiter-Technologie. Bei der Synthese führte er in der Graphen-Polymerchemie eine neue Methode ein: Soft-landing Massenspektrometrie. Anwendungen sind synthetische lichtemittierende organische Materialien (wie OLEDs) und durch Einbau von molekularen Defekten (Defect Engineering) organische Analoga der Halbleiter-Technik.

## Auszeichnungen und Ehrenämter (Auswahl)
- 1993: Max-Planck-Forschungspreis, gemeinsam mit Giuseppe Zerbi, Politecnico di Milano
- 1995: Richard-Willstätter-Lecturer (Jerusalem)
- 1997: Philip Morris Forschungspreis
- 1997: Melville Lecturer (Cambridge)
- 1999: Mitglied der Leopoldina[6]
- 2000: Bruno Werdelmann Lecturer (Essen)
- 2001: Bayer Distinguished Lecturer (Washington University)
- 2001: Smets Lecturer (Belgium)
- 2001: Nozoe-Award (San Diego)
- 2001: Ehrendoktor der Universität Sofia
- 2002: Lane Lecturer (Champaign, Urbana)
- 2002: Kyoto University Foundation Award
- 2002: Wissenschaftspreis: Forschung zwischen Grundlagen und Anwendungen
- 2006: International Award of the Belgian Polymer Groups
- 2008/09: Präsident der Gesellschaft Deutscher Chemiker (GDCh)
- 2010: Ehrendoktor der Universität Karlsruhe (KIT)
- 2011: Tsungming-Tu-Preis
- 2011: ACS Award in Polymer Chemistry
- 2012: Korrespondierendes Mitglied der Nordrhein-Westfälischen Akademie der Wissenschaften und der Künste
- 2013/14 Präsident der Gesellschaft Deutscher Naturforscher und Ärzte
- 2013: Adolf-von-Baeyer-Denkmünze
- 2013: Ehrenmitglied der American Academy of Arts and Sciences
- 2014: Carl-Friedrich-Gauß-Medaille
- 2015: Ehrendoktor der Universität Ulm
- 2016: Hermann-Staudinger-Preis
- 2016: Ehrendoktor der Universität zu Köln[7]
- 2017: Hamburger Wissenschaftspreis (gemeinsam mit Xinliang Feng)[8]
- 2017: Mitglied der Academia Europaea
- 2017: außerordentliches Mitglied der Deutschen Akademie der Technikwissenschaften
- 2019: Mitglied der Sächsischen Akademie der Wissenschaften[9]
- 2019: Karl-Ziegler-Preis
- 2019: Cothenius-Medaille der Leopoldina
- 2023: Mitglied der Chinesische Akademie der Wissenschaften[10]
- 2023: UNESCO-Russia Mendeleev International Prize in the Basic Sciences[11]

## Veröffentlichungen (Auswahl)
Bücher
- K. Müllen: Kernresonanz- und elektronenspinresonanzspektroskopische Untersuchungen an überbrückten Annulenen, Dissertation, Basel 1971
- K. Müllen und G. Wegner: Electronic materials: the oligomer approach, Wiley-VCH-Verlag, Weinheim 1998, ISBN 3-527-29438-4
- K. Müllen und U. Scherf: Organic light emitting devices: synthesis, properties and applications, Wiley-VCH-Verlag, Weinheim 2006, ISBN 3-527-31218-8

Aufsätze:
- Evolution of Graphene Molecules: Structural and Functional Complexity as Driving Forces behind Nanoscience, ACS Nano, Band 8, 2014, S. 6531–6541
- Molecular defects in organic materials, Nature Reviews Materials, Band 1, 2016, S. 15013
- mit Giovanna De Luca u. a.: Non-conventional Processing and Post-processing Methods for the Nanostructuring of Conjugated Materials for Organic Electronics, Advanced Functional Materials, Band 21, 2011, S. 1279–1295
- mit J. Wu, W. Pisula: Graphenes as Potential Material for Electronics, Chemical Reviews, Band 107, 2007, S. 718–747
- mit Wang, Xuan; Zhi, Linjie: Transparent, conductive graphene electrodes for dye-sensitized solar cells, Nano Letters, Volume: 8 (2008), S. 323–327
- mit Jinming Cai, Pascal Ruffieux, Rached Jaafar et al.: Atomically precise bottom-up fabrication of graphene nanoribbons, Nature 466 (2010) S. 470–473
- mit Zhong-Shuai Wu, Shubin Yang, Yi Sun et al.: 3D Nitrogen-Doped Graphene Aerogel-Supported Fe3O4 Nanoparticles as Efficient Eletrocatalysts for the Oxygen Reduction Reaction, J. Am. Chem Soc. 134 (2012) S. 9082–9085
- mit Anika Kinkhabwala, Zongfu Yu, Shanhui Fan et al.: Large single-molecule fluorescence enhancements produced by a bowtie nanoantenna, Nature Photonics 3 (2009) S. 654–657
- mit M. D. Watson, A. Feuchtenkotter: Big is beautiful - "Aromaticity" revisited from the viewpoint of macromolecular and supramolecular benzene chemistry, Chemical Reviews 101 (2001) S. 1267–1300
- mit Ruili Liu, Dongging Wu, Xinliang Feng: Nitrogen-Doped Ordered Mesoporous Graphitic Arrays with High Electrocatalytic Activity for Oxygen Reduction, Angewandte Chemie – International Edition 49 (2010) S. 2565–2569